# 神川長久
神川 長久（かみかわ おさひさ、1870年7月14日（明治3年6月19日）- 1936年（昭和11年）11月11日）は、明治から昭和前期の日本の政治家、実業家。衆議院議員（1期）。

## 経歴
大隅国大隅郡大根占郷神川村鳥浜（鹿児島県南大隅郡神川村、大根占村、肝属郡大根占村、大根占町を経て現錦江町）出身。鹿児島造士館を経て、1891年（明治24年）に上京し、1893年（明治26年）慶應義塾卒。農業、木炭製造販売業を営み、1903年（明治36年）鹿児島県会議員に選出され3期在任し、同参事会員も務めた。
1917年（大正6年）の第13回衆議院議員総選挙（鹿児島県郡部、立憲政友会）で当選した。衆議院議員を1期務め、1920年（大正9年）の第14回総選挙には立候補しなかった。その後、鹿児島県農工銀行監査役などを務めた。